# Dee D. Jackson
Dee D. Jackson (eigentlich Deirdre Elaine Cozier; * 15. Juli 1954 in Oxford) ist eine britische Discosängerin. In den 1970er Jahren gelang ihr mit dem Titel Automatic Lover ein internationaler Hit.

## Leben
Jacksons Karriere begann in München, wo sie als Filmproduzentin tätig war und unter anderem mit Giorgio Moroder und Keith Forsey zusammenarbeitete. 1978 wechselte sie zur Musik und veröffentlichte unter dem Titel Man of a Man ihre Debütsingle, die jedoch kaum Käufer fand. Mit der Nachfolgesingle Automatic Lover landete sie dann aber einen weltweiten Hit. Das Lied drang unter anderem bis auf Platz 4 der britischen Charts vor, erreichte in Brasilien Platz 1 und in Deutschland und der Schweiz jeweils die Top 10 der Singlecharts.
Diesem Erfolg folgte ihr erstes Album Cosmic Curves und eine weitere Auskopplung daraus, Meteor Man, mit der sie in Ansätzen ihren Erfolg bestätigen konnte. Jacksons zweites Album, das sich musikalisch an den Stil ihres Debüts anlehnte, wurde von der Öffentlichkeit weniger beachtet.
Anfang der 1980er Jahre übersiedelte sie nach Los Angeles und brachte 1981 eine Zusammenstellung ihrer größten Hits auf den Markt, verließ aber nach wenigen Monaten die USA wieder und ließ sich in Italien nieder. Dort gebar sie Ende der 1980er Jahre einen Sohn. 1995 erschien unter dem Titel Blame It on the Rain ihr bislang letztes Album.
Jackson lebt heute verheiratet in Turin, wo sie eine eigene Plattenfirma betreibt.
Dee D. Jackson ist nicht zu verwechseln mit Dolores “DeeDee” Jackson († 1994), der ehemaligen Ehefrau von Tito Jackson.

## Diskografie
Alben
- 1978: Cosmic Curves
- 1980: Thunder & Lightning / The Fantastic
- 1981: Profile
- 1995: Blame It on the Rain